# Liste der Biografien/Mam
Liste der Biografien |
Portal Biografien |
Personensuche
# |
A |
B |
C |
D |
E |
F |
G |
H |
I |
J |
K |
L |
M |
N |
O |
P |
Q |
R |
S |
T |
U |
V |
W |
X |
Y |
Z |
?
 
Ma |
Mb |
Mc |
Md |
Me |
Mf |
Mg |
Mh |
Mi |
Mj |
Mk |
Ml |
Mm |
Mn |
Mo |
Mp |
Mq |
Mr |
Ms |
Mt |
Mu |
Mv |
Mw |
Mx |
My |
Mz
 
Maa |
Mab |
Mac |
Mad |
Mae |
Maf |
Mag |
Mah |
Mai |
Maj |
Mak |
Mal |
Mam |
Man |
Mao |
Map |
Maq |
Mar |
Mas |
Mat |
Mau |
Mav |
Maw |
Max |
May |
Maz
Die Liste der Biografien führt alle Personen auf, die in der deutschsprachigen Wikipedia einen Artikel haben. Dieses ist eine Teilliste mit 279 Einträgen von Personen, deren Namen mit den Buchstaben „Mam“ beginnt.

## Mam
- Mam, Somaly (* 1970), kambodschanische Frauenrechtsaktivistin

### Mama
- Mama Kin, australische Singer-Songwriterin
- Mama, Amina (* 1958), nigerianisch-britische Psychologin und Feministin
- Mama, Chabi (* 1921), beninischer Politiker, Außenminister von Benin (1959–1960, 1963–1964)
- Mamabolo, Jeremiah (* 1955), südafrikanischer Diplomat und UN-Funktionär
- Mamadaschwili, Mariam (* 2005), georgische Sängerin und Gewinnerin des Junior Eurovision Song Contests 2016
- Mamadee (* 1979), deutsche Reggae-Sängerin und Songwriterin
- Mamadou, Bill (* 2001), singapurisch-guineischer Fußballspieler
- Mamaghani, Mansour Jafari (* 1971), iranischer Sänger, Komponist und Schauspieler
- Mamai, Emir der Goldenen HordeMamai

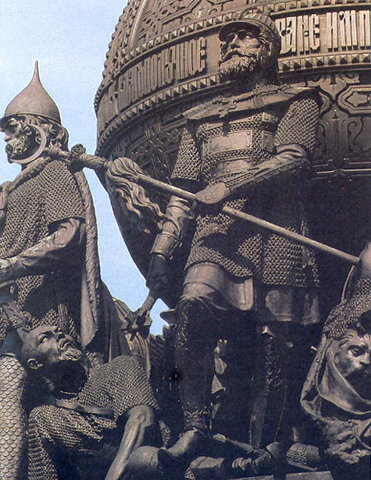
Mamai

- Mamai, Irina Iwanowna (1932–2015), sowjetische bzw. russische Landschaftsgeographin und Hochschullehrerin
- Mamajew, Anton Wjatscheslawowitsch (* 1997), russischer Snowboarder
- Mamajew, Nursultan (* 1993), kasachischer Taekwondoin
- Mamajew, Pawel Konstantinowitsch (* 1988), russischer Fußballspieler
- Mamajewski, Richard (* 1956), deutscher Fußballspieler
- Mamakwa, Lydia, kanadische Bischöfin der Anglikanischen Kirche
- Mamalassery, George (1932–2024), indischer Geistlicher, römisch-katholischer Bischof von Tura
- Mamalew, Georgi (* 1952), bulgarischer Schauspieler und Komiker
- Mamaloni, Solomon (1943–2000), salomonischer Politiker, Premierminister der Salomonen
- Mamam, Souleymane (* 1985), togoischer Fußballspieler
- Mamam, Souraka (* 1997), beninischer Fußballspieler
- Mamangakis, Nikos (1929–2013), griechischer Komponist
- Mamani Apaza, Zulay (* 1990), bolivianische Politikerin, Mitglied des Abgeordnetenhauses
- Mamani Laura, Freddy (* 1974), bolivianischer Politiker, Präsident des Abgeordnetenhauses
- Mamani Quispe, Basilio (* 1975), bolivianischer römisch-katholischer Geistlicher, Weihbischof in La Paz
- Mamani, Abdoulaye (1932–1993), nigrischer Schriftsteller und Politiker
- Mamani, Edith (* 1995), bolivianische Mittel- und Langstreckenläuferin
- Mamani, Freddy (* 1971), bolivianischer Architekt
- Mamani, Gabriela (* 1998), bolivianische Mittel- und Langstreckenläuferin
- Mamani, Inocencio (1904–1990), peruanischer Dramaturg, Dichter und Bergsteiger
- Mamaqi, Ermal (* 1982), albanischer Komiker, Songwriter und Moderator
- Maʿmar ibn Rāschid (714–770), Hadith-Gelehrter
- Mamarce, etruskischer Töpfer
- Mamardaschwili, Giorgi (* 2000), georgischer Fußballspieler
- Mamardaschwili, Merab (1930–1990), sowjetischer Philosoph
- MamaRika (* 1989), ukrainische Sängerin
- Mamas, christlicher Märtyrer und HeiligerMamas von Kappadokien

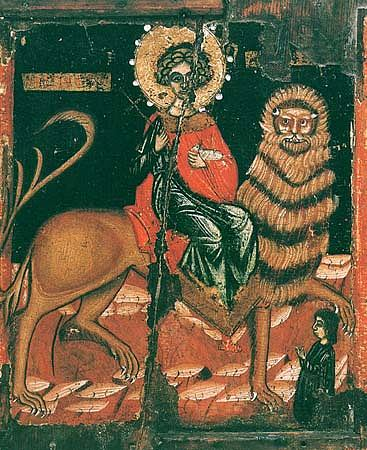
Mamas von Kappadokien

- Mamasaliyeva, Manzurahon (* 1991), usbekische Gewichtheberin
- Mamaschew, Renat Abdulraschitowitsch (* 1983), russischer Eishockeyspieler
- Mamaschuk, Maryja (* 1992), belarussische Ringerin
- Mamat, Heinz (1930–2017), deutscher Bildhauer und bildender Künstler
- Mamat, Suat (1930–2016), türkischer Fußballspieler und -trainer
- Mamat, Walter (1912–1976), deutscher Kunstmaler
- Mamata, Paterne (* 1986), französischer Tennisspieler
- Mamathu, Tebogo (* 1995), südafrikanische Sprinterin
- Mamatis, Isabella (* 1955), deutsche Schauspielerin, Regisseurin, Autorin, Produzentin für Theater und Hörspiele
- Mamatov, Rahmat (* 1967), usbekischer Politiker
- Mamatova, Natalya (* 1985), usbekische Taekwondoin
- Mamatow, Bakytbek (* 1980), kirgisischer Fußballspieler
- Mamatow, Wiktor Fjodorowitsch (1937–2023), russischer Biathlet
- Mamazaschwili, Saba (* 2002), georgischer Fußballspieler
- Mamazulunov, Oybek (* 1989), usbekischer Boxer

### Mamb
- Mamba Diatta, Paul Abel (* 1960), senegalesischer Geistlicher, römisch-katholischer Bischof von Tambacounda
- Mamba, Alberto (* 1994), mosambikanischer Leichtathlet
- Mamba, Clifford (* 1963), eswatinischer Leichtathlet und Diplomat
- Mamba, Ndumiso, swasiländischer Politiker, Justizminister Swasilands (2008–2010)
- Mamba, Priscilla (* 1972), eswatinische Leichtathletin
- Mamba, Streli (* 1994), deutscher Fußballspieler
- Mamba-Schlick, Hugo (* 1982), kamerunischer Dreispringer
- Mambé, Robert Beugré (* 1952), ivorischer Politiker und Premierminister
- Mambelli, Marcantonio (1582–1644), italienischer Gelehrter und Jesuit, Autor der ersten Grammatik der italienischen Sprache
- Mamberti, Dominique (* 1952), französischer römisch-katholischer Geistlicher, Diplomat, Kurienkardinal, KardinalprotodiakonDominique Mamberti (* 1952)

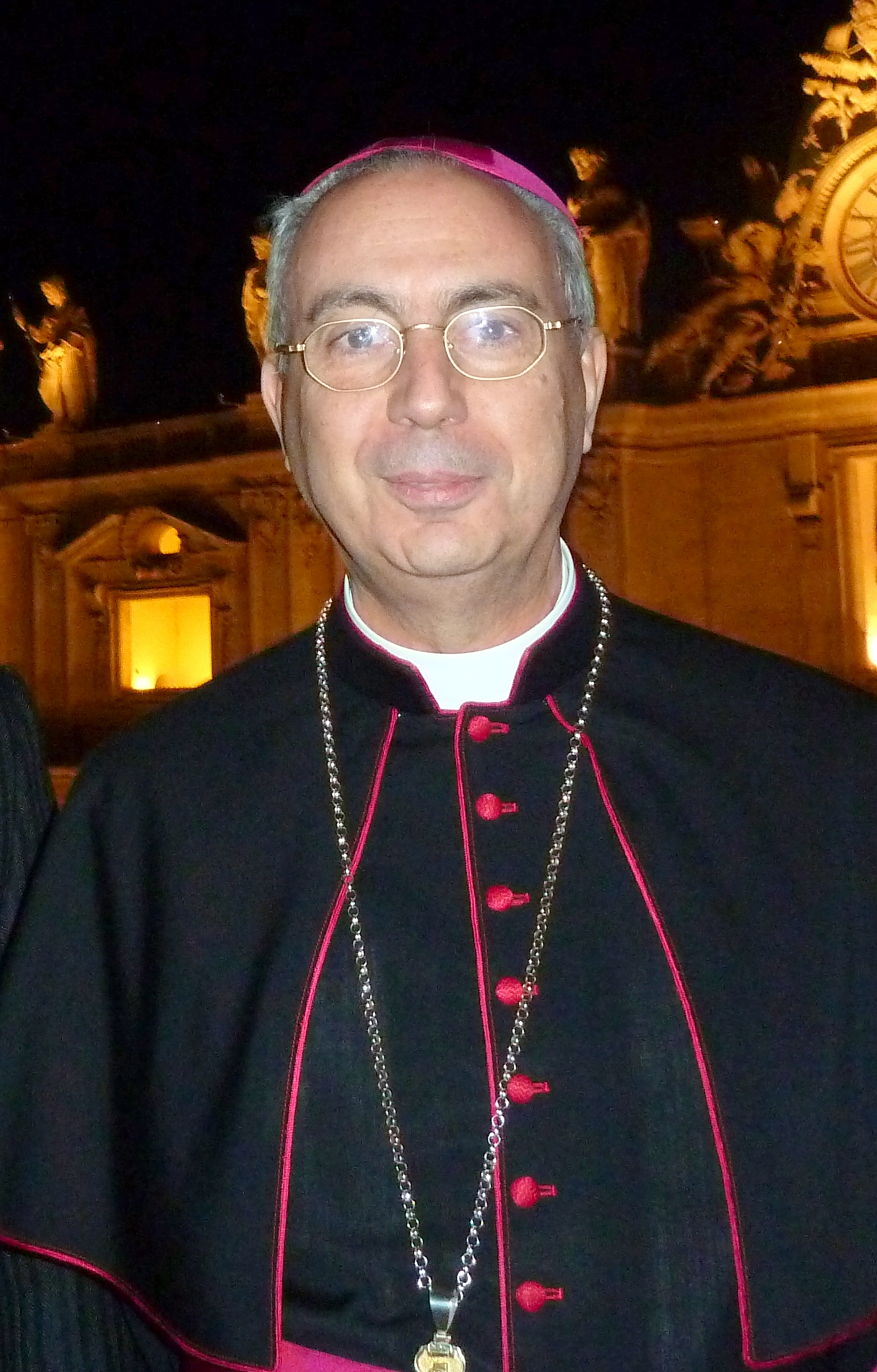
Dominique Mamberti (* 1952)

- Mambetow, Rustem Ikramowitsch (* 1973), russischer Ringer
- Mambéty, Djibril Diop (1945–1998), senegalesischer Schauspieler und Regisseur
- Mambimbi, Felix (* 2001), Schweizer Fussballspieler
- Mambo Kurt (* 1967), deutscher Arzt, Musiker und AlleinunterhalterMambo Kurt (* 1967)

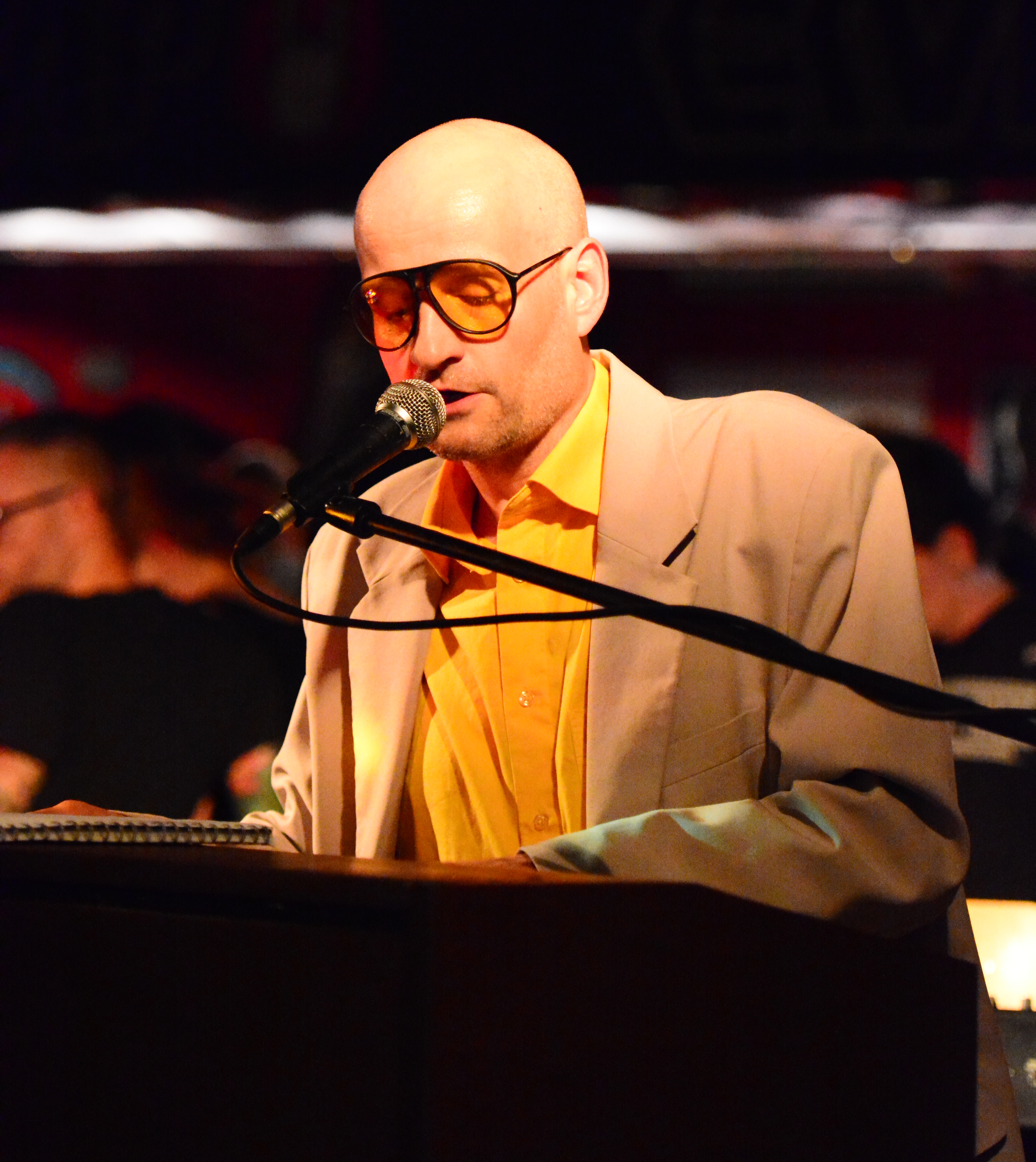
Mambo Kurt (* 1967)

- Mambor, Renato (1936–2014), italienischer Maler und Schauspieler
- Mambou, Dorine Stéphane (* 1985), kamerunische Boxerin
- Mamboundou, Pierre (1946–2011), gabunischer Politiker
- Mamboury, Ernest (1878–1953), Schweizer Zeichner und Zeichenlehrer, Byzantinist
- Mambretti, Ettore (1859–1948), italienischer General und Politiker
- Mambretti, Mabel (* 1942), argentinische Komponistin und Musikwissenschaftlerin
- Mambro, Francesca (* 1959), italienisches Mitglied der Nuclei Armati Rivoluzionari
- Mambro, Joseph Di (1924–1994), französischer Begründer der Sonnentempler
- Mambwe, Eli (* 1982), sambischer Badmintonspieler
- Mamby, Saoul (1947–2019), US-amerikanischer Boxer im Halbweltergewicht, Weltmeister des Verbandes WBC

### Mamc
- Mamczak, Sascha (* 1970), deutscher Autor, Lektor und Herausgeber von Science-Fiction-Literatur

### Mamd
- Mamdani, Mahmood (* 1946), indischer Anthropologe und Politikwissenschaftler
- Mamdani, Zohran (* 1991), US-amerikanischer PolitikerZohran Mamdani (* 1991)

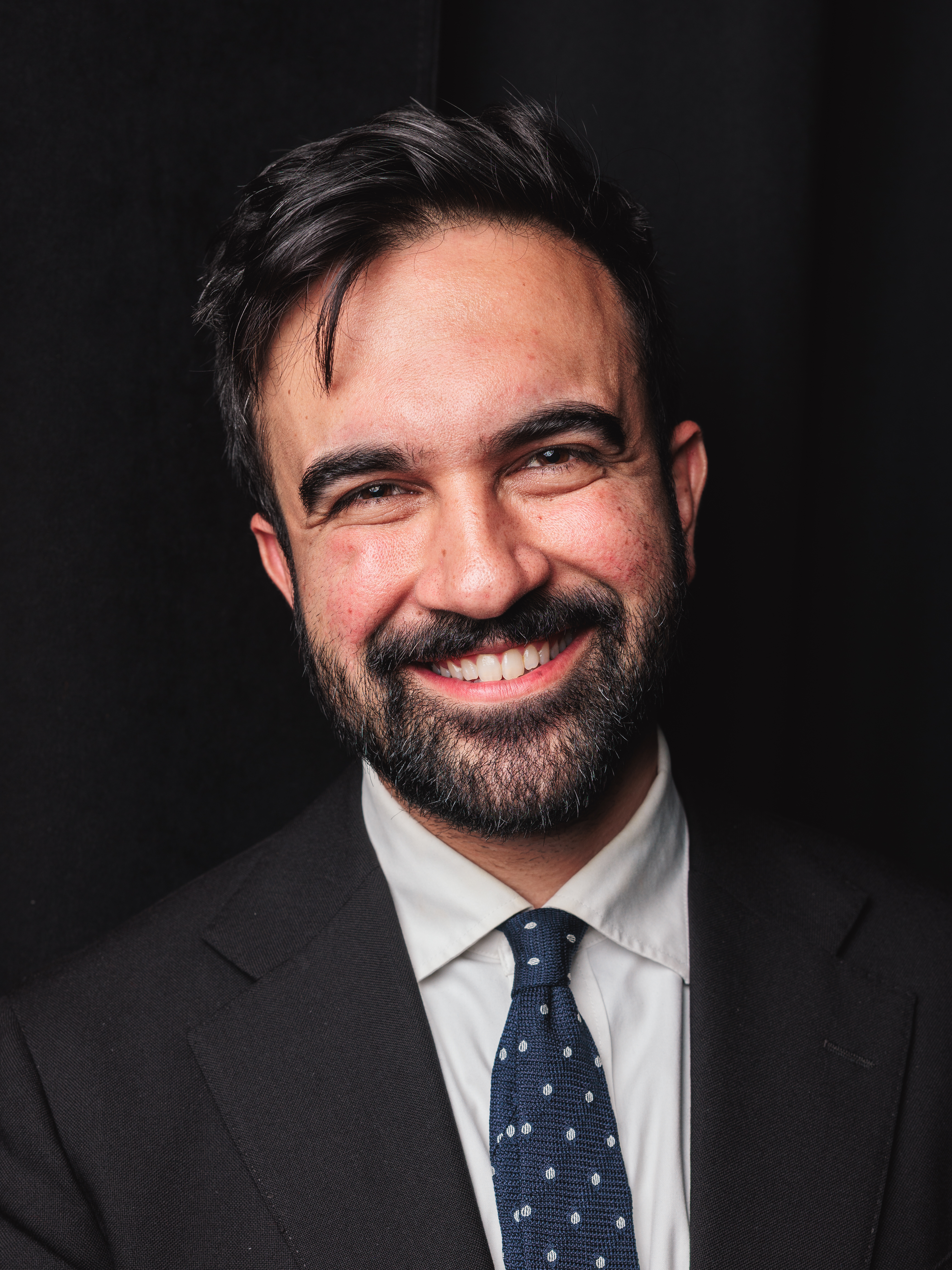
Zohran Mamdani (* 1991)

- Mamdouh bin Abdulaziz Al Saud (1941–2023), saudischer Prinz und Gouverneur

### Mame
- Mamé, Andrea (1972–2013), italienischer Automobilrennfahrer
- Mamede Cleto, Albino (1935–2012), portugiesischer Geistlicher, römisch-katholischer Bischof von Coimbra
- Mamede Filho, João (* 1951), brasilianischer Ordensgeistlicher, römisch-katholischer Bischof von Umuarama
- Mamede, Fernando (* 1951), portugiesischer Leichtathlet
- Mamede, Valdir (* 1961), brasilianischer Geistlicher, römisch-katholischer Bischof von Catanduva
- Mamedof, Matthias (* 1979), österreichischer Schauspieler
- Mamedow, Gabil Abil ogly (* 1994), russischer Amateurboxer
- Mamedow, Tschinggis (* 1989), kirgisischer Judoka
- Mameli Calvino, Eva (1886–1978), italienische Botanikerin
- Mameli, Goffredo (1827–1849), italienischer Dichter und Patriot
- Mameli, Patrick (* 1966), niederländischer Musiker
- Mamelli, Juan Carlos (* 1948), argentinischer Fußballspieler
- Mamelok, Emil (1882–1954), Schweizer Schauspieler
- Mamelund, Erlend (* 1984), norwegischer Handballspieler und -trainer
- Mamelund, Håvard (* 1982), norwegischer Handballspieler und -trainer
- Mamendo, Sarkis Aghajan (* 1962), irakischer Politiker
- Mamengi, Christopher (* 2001), niederländischer Fußballspieler
- Mamer, chinesischer Sänger und Dombra-Spieler kasachischer Herkunft
- Mameranus, Nicolaus (1500–1566), luxemburgischer Historiker, Dichter und Humanist
- Mamère, Noël (* 1948), französischer Politiker, Mitglied der Nationalversammlung, MdEP
- Mamero, Rolf (1914–1988), deutscher Schauspieler und Synchronsprecher
- Mamerot, Sébastien, französischer Geistlicher, Gelehrter, Schriftsteller und Übersetzer
- Mamerow, Christian (* 1985), deutscher Autorennfahrer
- Mamerow, Peter (* 1958), deutscher Automobilrennfahrer
- Mamers, Max (* 1943), französischer Autorennfahrer
- Mamertus, Bischof von Vienne, Heiliger
- Mamertus, Claudianus († 474), Presbyter in Vienne (Isère), Dichter und christlicher Philosoph
- Mamet, Agustina (* 1993), argentinische Handballspielerin
- Mamet, Bob, US-amerikanischer Jazzmusiker und Komponist
- Mamet, David (* 1947), US-amerikanischer Drehbuchautor, Dramatiker, Filmregisseur, Schriftsteller
- Mamet, Zosia (* 1988), US-amerikanische Schauspielerin und SängerinZosia Mamet (* 1988)

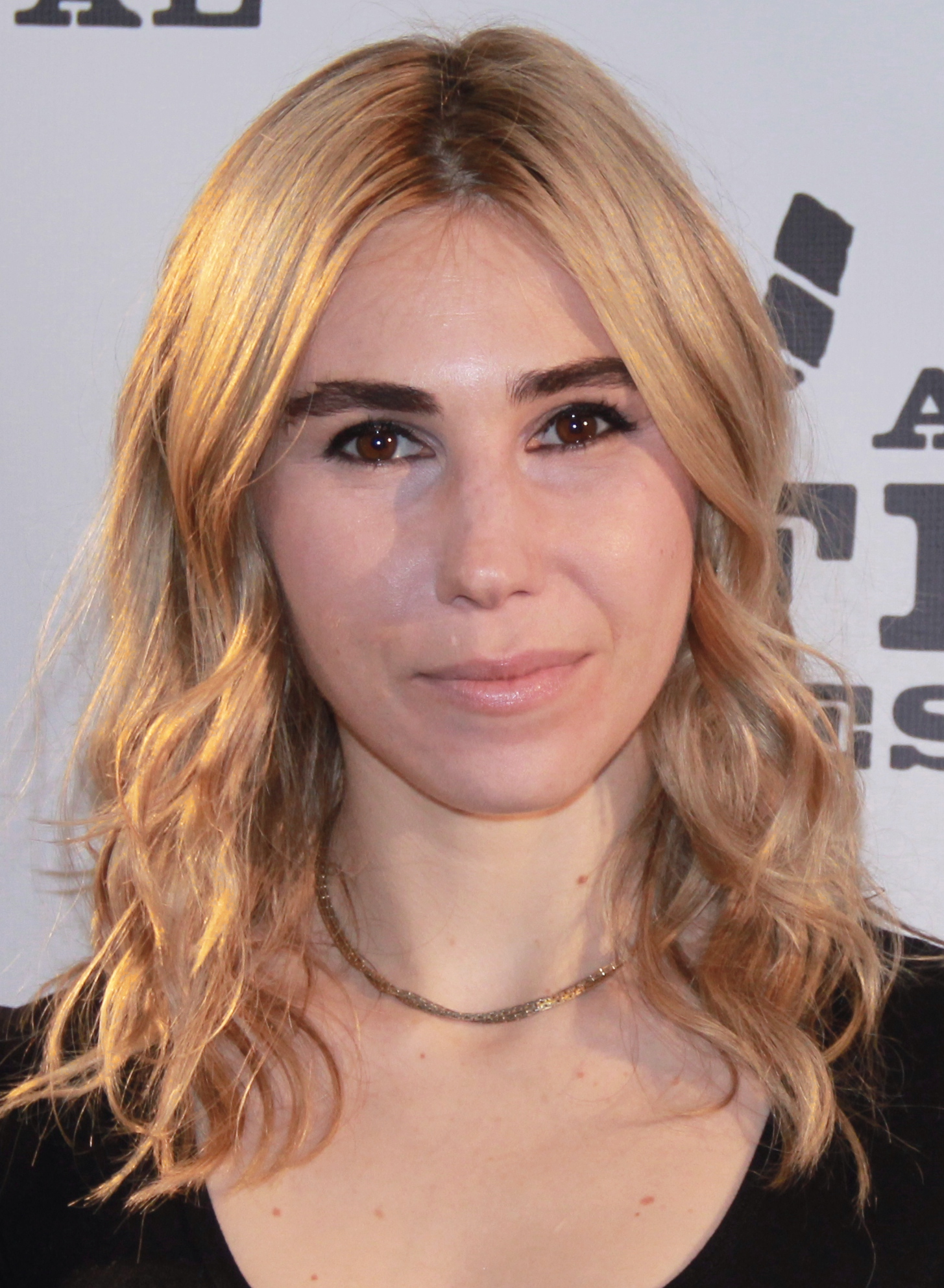
Zosia Mamet (* 1988)

- Mametowa, Manschuk (1922–1943), sowjetische Soldatin

### Mami
- Mami, Cheb (* 1966), algerischer Raï-Interpret
- Mämi, Qairat (* 1954), kasachischer Jurist und Politiker
- Mamiani, Terenzio (1799–1885), italienischer Philosoph, Politiker, Schriftsteller und Freiheitskämpfer im Rahmen des Risorgimento
- Mamiaschwili, Michail Gerasijewitsch (* 1963), sowjetischer Ringer
- Mamić, Antonija (* 1995), österreichische Handballspielerin
- Mamić, Branko (* 1980), serbischer Eishockeyspieler
- Mamić, Josipa (* 1996), kroatische Handballspielerin
- Mamić, Marko (* 1994), kroatischer Handballspieler
- Mamić, Matej (* 1975), kroatischer Basketballspieler
- Mamić, Petar (* 1996), kroatischer Fußballspieler
- Mamić, Sanda (* 1985), kroatische Tennisspielerin
- Mamić, Zoran (* 1971), kroatischer Fußballspieler und -trainer
- Mamica, Józef (1878–1940), polnischer Priester und Opfer des Nationalsozialismus
- Mamié, Lisa (* 1998), Schweizer Schwimmerin
- Mamie, Pierre (1920–2008), Schweizer Theologe und Bischof von Lausanne, Genf und Freiburg
- Mamiit, Cecil (* 1976), philippinisch-US-amerikanischer Tennisspieler
- Mamikins, Andrejs (* 1976), lettischer Journalist und Politiker (Saskaņa), MdEP
- Mamikonjan, Grigor I. († 685), armenischer Fürst
- Mamikonjan, Hamasasp IV. († 661), armenischer Fürst
- Mamikonjan, Muschegh II. († 593), armenischer Adliger und Marzban
- Mamikonjan, Muschegh IV. († 654), armenischer Adliger und Ischchan Ischchanats
- Mamikonjan, Wahan, armenischer Adliger
- Mamikonjan, Wahan, armenischer Fürst (Marzban)
- Mamilius Honoratus, Quintus, römischer Offizier (Kaiserzeit)
- Mamin, Artjom Witaljewitsch (* 1997), russischer Fußballspieler
- Mamin, Asqar (* 1965), kasachischer Politiker
- Mamin, Maxim Eduardowitsch (* 1988), russischer Eishockeyspieler
- Mamin, Maxim Wladimirowitsch (* 1995), russischer Eishockeyspieler
- Mamin-Sibirjak, Dmitri Narkissowitsch (1852–1912), russischer Schriftsteller
- Mamina, Aljona Alexandrowna (* 1990), russische Sprinterin
- Mamiński, Bogusław (* 1955), polnischer Leichtathlet
- Mamish, Mohab Mohammed Hussein (* 1948), ägyptischer Militär
- Mamissaschwili, Nodar (1930–2022), sowjetischer bzw. georgischer Komponist
- Məmişzadə, Elvin (* 1991), aserbaidschanischer Boxer, Olympiateilnehmer
- Mamius Nepos, römischer Offizier (Kaiserzeit)
- Mamiya, Michio (1929–2024), japanischer Komponist
- Mamiya, Rinzō († 1844), japanischer Seefahrer und Kartograf
- Mamiya, Yuki (* 1991), japanische Schauspielerin

### Mamk
- Mamkin, Michail Sergejewitsch (* 1990), russischer Eishockeyspieler

### Maml
- Mamle, Muhammad (1925–1999), iranischer Musiker und Sänger kurdischer Volkszugehörigkeit
- Mamleev, Mikhail (* 1975), russisch-italienischer Orientierungsläufer
- Mamlejewa, Jekaterina Chasjanowna (* 1930), sowjetisch-russische Elektroingenieurin und Bergsteigerin
- Mamlock, Leonhard (1878–1923), deutscher Chemiker
- Mamlok, Eva (1918–1944), deutsche Widerstandskämpferin und NS-Opfer
- Mamlok, Ursula (1923–2016), deutsch-US-amerikanische Komponistin und Hochschullehrerin

### Mamm
- Məmmədəliyev, Yusif (1905–1961), aserbaidschanisch-sowjetischer Chemiker
- Məmmədbəyova, Leyla (1909–1989), erste aserbaidschanische weibliche Pilotin
- Məmmədli, Anar (* 1978), aserbaidschanischer Menschenrechtsaktivist
- Məmmədli, Elnur (* 1988), aserbaidschanischer Judoka
- Məmmədli, Nüşabə (* 1953), aserbaidschanische Schriftstellerin und Publizistin
- Məmmədov, Ağası (* 1980), aserbaidschanischer Boxer
- Mammadov, Ali Asgar (* 1977), aserbaidschanischer Tarspieler
- Məmmədov, Arif (* 1964), aserbaidschanischer Diplomat
- Məmmədov, Aydın (* 1967), aserbaidschanischer Historiker
- Məmmədov, Etibar (* 1955), aserbaidschanischer Politiker
- Məmmədov, Fərid (* 1991), aserbaidschanischer Popsänger
- Mammadov, Galib (* 1946), aserbaidschanischer Komponist
- Məmmədov, Hafiz (* 1964), aserbaidschanischer Geschäftsmann
- Məmmədov, İbrahim (1928–1993), sowjetisch-aserbaidschanischer Komponist und Musikpädagoge
- Məmmədov, İlham (* 1970), aserbaidschanischer Fußballspieler
- Məmmədov, İlqar (* 1965), aserbaidschanischer Florettfechter
- Məmmədov, Israfil (1919–1946), aserbaidschanisch-sowjetischer Offizier
- Məmmədov, Mehdi (1918–1985), aserbaidschanisch-sowjetischer Schauspieler, Theaterregisseur, Pädagoge und Publizist
- Məmmədov, Murtuza (1897–1961), aserbaidschanischer Opernsänger, Musikpädagoge und Musikethnologe
- Mammadov, Nabi (* 1991), aserbaidschanischer Mixed-Martial-Arts-Kämpfer
- Məmmədov, Nicat (* 1985), aserbaidschanischer Schachgroßmeister
- Məmmədov, Novruz (* 1947), aserbaidschanischer Politiker und Ministerpräsident
- Məmmədov, Novruzəli (1940–2009), aserbaidschanischer Journalist und Minderheitenaktivist der Talyschen-Volksgruppe
- Məmmədov, Qafur (1922–1942), aserbaidschanisch-sowjetischer Matrose, Held der Sowjetunion
- Məmmədov, Rauf (* 1988), aserbaidschanischer Schachgroßmeister
- Məmmədov, Rustam (* 2001), aserbaidschanischer Dreispringer
- Məmmədov, Samir (* 1988), aserbaidschanischer Boxer
- Məmmədov, Seymur (* 1985), aserbaidschanischer Billardspieler
- Məmmədov, Teymur (* 1993), aserbaidschanischer Boxer
- Məmmədov, Xudu (1927–1988), aserbaidschanischer Geologe und Mineraloge
- Məmmədov, Ziya (* 1952), aserbaidschanischer Politiker, Verkehrsminister Aserbaidschans
- Məmmədova, Fəridə (1936–2021), sowjetische bzw. aserbaidschanische Historikerin
- Məmmədova, Gülyanaq (* 1973), aserbaidschanische Sängerin
- Mammadova, Sivar (1902–1980), sowjetische Bildhauerin
- Məmmədova, Şövkət (1897–1981), aserbaidschanische Opernsängerin (lyrischer Koloratursopran) und Musiklehrerin
- Məmmədquluzadə, Cəlil (1866–1932), aserbaidschanischer Satiriker, Aufklärer, Journalist und Vertreter des kritischen Realismus in der aserbaidschanischen Literatur
- Məmmədyarov, Elmar (* 1960), aserbaidschanischer Diplomat und Politiker
- Məmmədyarov, Şəhriyar (* 1985), aserbaidschanischer SchachspielerŞəhriyar Məmmədyarov (* 1985)

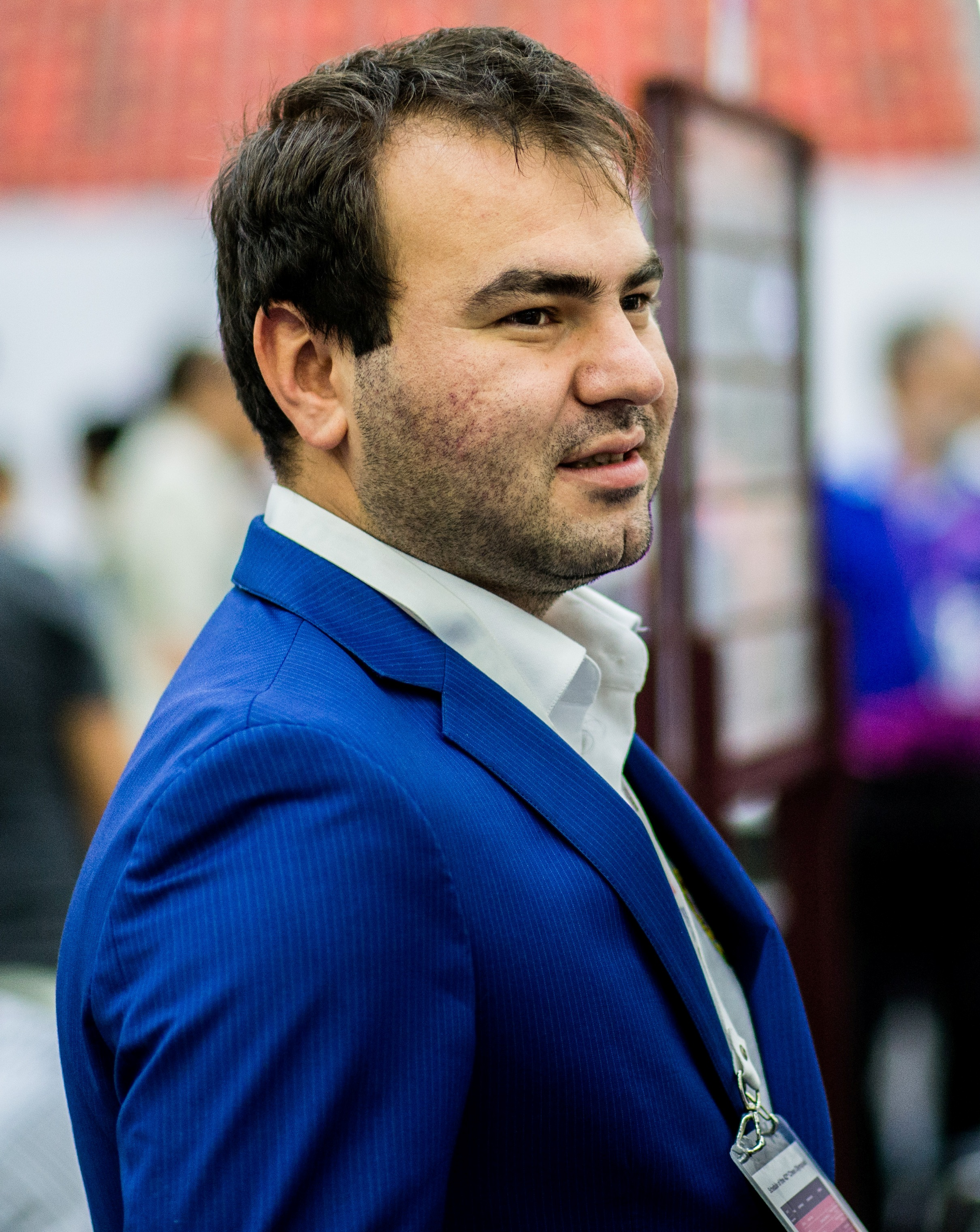
Şəhriyar Məmmədyarov (* 1985)

- Mammana, Emanuel (* 1996), argentinischer Fußballspieler
- Mämmedow, Annamämmet (1970–2010), turkmenischer Diplomat
- Mämmedow, Mergen (* 1990), turkmenischer Hammerwerfer
- Mämmedowa, Aýna (* 1988), turkmenische Leichtathletin
- Mämmedowa, Gülşat (* 1964), turkmenische Politikerin
- Mämmedowa, Laçyn (* 1980), turkmenische Pop-Musikerin
- Mammel, Dieter (* 1965), deutscher Maler und Zeichner
- Mammel, Hans Jörg (* 1964), deutscher Opernsänger (Tenor)
- Mammelsdorf, Julius (1838–1902), deutscher Kaufmann und Sammler
- Mammen, Eberhard F. (1930–2008), deutscher Mediziner und Hochschullehrer
- Mammen, Franz August (1813–1888), deutscher Unternehmer und liberaler Politiker, Mitglied der Frankfurter Nationalversammlung, MdR, MdL
- Mammen, Franz von (1872–1936), deutscher Volkswirt, Forstwissenschaftler, Genealoge und Hochschullehrer
- Mammen, Gerhard (1947–2012), deutscher Ökonom und Hochschullehrer
- Mammen, Jeanne (1890–1976), deutsche Malerin, Zeichnerin und Übersetzerin
- Mammeri, Koceila (* 1999), algerischer Badmintonspieler
- Mammeri, Mouloud (1917–1989), algerisch-kabylischer Schriftsteller, Anthropologe und Sprachwissenschaftler
- Mammeri, Tanina (* 2003), algerische Badmintonspielerin
- Mämmetgeldiýew, Agageldy (* 1946), turkmenischer Militär und Politiker
- Mamming, Georg von (1492–1570), österreichischer Politiker und Landeshauptmann
- Mammitzsch, Volker (* 1938), deutscher Mathematiker
- Mammius Pollio, Lucius, römischer Suffektkonsul 49
- Mammius Salutaris, Gaius, römischer Offizier (Kaiserzeit)
- Mammone, Mario (* 1959), deutscher Jazzgitarrist
- Mammone, Robert, australischer Schauspieler
- Mammootty (* 1951), indischer Schauspieler, Produzent und Philanthrop
- Mammula, Aulus Cornelius, römischer Prätor

### Mamo
- Mamo, Anthony (1909–2008), maltesischer Politiker, Präsident von Malta (1974–1976)
- Mamo, Carlo (* 1979), maltesischer Fußballspieler
- Mamo, Meskerem (* 1999), äthiopische Langstreckenläuferin
- Mamodaly, Tony (* 1990), deutsch-madagassischer Fußballspieler
- ’Mamohato (1941–2003), lesothische Adelige, Regentin von Lesotho
- Mamola, Randy (* 1959), US-amerikanischer MotorradrennfahrerRandy Mamola (* 1959)

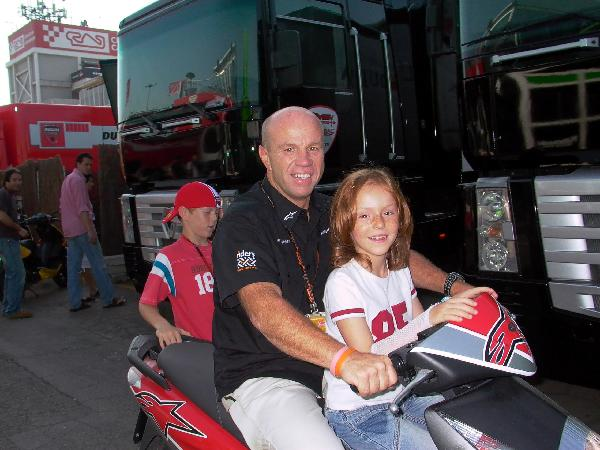
Randy Mamola (* 1959)

- Mamona, Patrícia (* 1988), portugiesische Leichtathletin
- Mamone, Pascual (1921–2012), argentinischer Bandoneonist, Arrangeur, Bandleader und Tangokomponist
- Mamonovs, Vladimirs (* 1980), lettischer Eishockeyspieler
- Mamonow, Pjotr Nikolajewitsch (1951–2021), sowjetischer bzw. russischer Rockmusiker, Liedermacher und Schauspieler
- Mamontovas, Andrius (* 1967), litauischer Songwriter, Musiker und Schauspieler
- Mamontow, Arkadi Wiktorowitsch (* 1962), russischer Fernsehjournalist
- Mamontow, Konstantin Konstantinowitsch (1869–1920), russischer General der Zaristischen Armee und der weißen Armee während des Russischen Bürgerkrieges
- Mamontow, Sawwa Iwanowitsch (1841–1918), russischer Industrieller und Kunstmäzen
- Mamontowa, Walentina Nikolajewna (1895–1982), russische Biologin und Pflanzenzüchterin
- Mamos, Philipp (* 1982), deutscher Radrennfahrer
- Mamott, Isaac (1907–1964), kanadischer Cellist und Musikpädagoge
- Mamoudou Ittatou, Mariama (* 1997), nigrische Sprinterin
- Mamoudou, Djingarey (* 1964), nigrischer Boxer
- Mamoulian, Rouben (1897–1987), US-amerikanischer Film- und TheaterregisseurRouben Mamoulian (1897–1987)

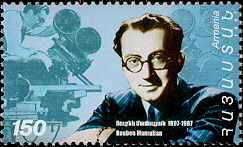
Rouben Mamoulian (1897–1987)

- Mamoum, Blaise (* 1979), kamerunischer Fußballspieler

### Mamp
- Mampaey, Peggy, belgische Badmintonspielerin
- Mampane, Jan Mabuse (* 1946), südafrikanischer Botschafter
- Mampassi, Mark (* 2003), ukrainischer Fußballspieler
- Mampe, Walter (1939–1992), deutscher Experimentalphysiker
- Mampe-Babnigg, Emma (1825–1904), österreichische Opernsängerin (Sopran) und Gesangspädagogin
- Mämpel, Arthur (1906–1988), deutscher Historiker und Dramaturg
- Mampel, Friedrich (1839–1911), deutscher Landwirt und Mitglied des badischen Landtags
- Mämpel, Hermann (1866–1944), deutscher Politiker (SPD)
- Mampel, Siegfried (1913–2003), deutscher Jurist, der sich mit dem Rechtssystem der DDR auseinandersetzte
- Mampell, Klaus (1916–2000), deutscher Genetiker und Schriftsteller
- Mampuya, Jacob (* 1994), deutscher Basketballspieler

### Mamr
- Mamrikischwili, Grigol (* 1981), georgischer Judoka
- Mamroth, Fedor (1851–1907), deutscher Redakteur (FAZ)
- Mamroth, Paul (1859–1938), deutscher Industrieller und Finanzfachmann

### Mams
- Mamsurow, Taimuras Dsambekowitsch (* 1954), russischer Politiker

### Mamt
- Mamtani, Mahirwan (* 1935), indisch-deutscher Maler, Grafiker und Multimediakünstler

### Mamu
- Mamu, Noam (* 2006), israelischer Leichtathlet
- Mamula, Branko (1921–2021), jugoslawischer Admiral und Politiker
- Mamula, Lazarus von (1795–1878), österreichischer Feldzeugmeister
- Mamula, Nada (1927–2001), jugoslawische Sängerin
- Ma'mūn, al- († 833), siebente Kalif der Abbasiden (813–833)Al-Ma'mūn († 833)

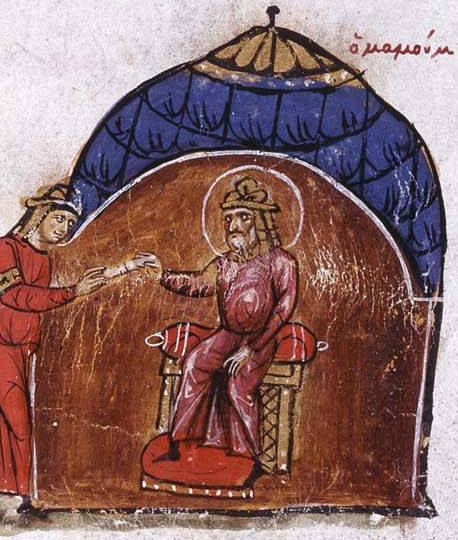
Al-Ma'mūn († 833)

- Mamun, Margarita Abdullajewna (* 1995), russische rhythmische SportgymnastinMargarita Abdullajewna Mamun (* 1995)

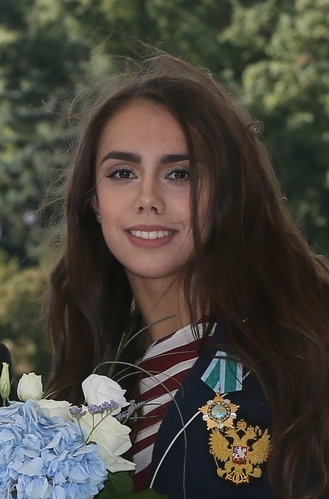
Margarita Abdullajewna Mamun (* 1995)

- Mamurra, römischer praefectus fabrum unter Gaius Iulius Caesar
- Mamut, Alexander Leonidowitsch (* 1960), russischer Rechtsanwalt, Bankier und Investor
- Mamut, Leonid Solomonowitsch (1929–2015), russischer Jurist und Staatsrechtler
- Mamute, Yuri (* 1995), brasilianischer Fußballspieler
- Mamutov, Maksim (* 1989), estnischer Fußballspieler
- Mamutović, David (* 2000), deutsch-serbischer Fußballspieler
- Mamuyé, Kelem Mulugeta (* 1994), äthiopische Fußballspielerin

### Mamy
- Mamy Rock (1931–2014), britische DJ
- Mamykin, Alexei Iwanowitsch (1936–2011), sowjetischer Fußballspieler und -trainer
- Mamyrow, Baqtijar (* 1981), kasachischer Radrennfahrer
- Mamyrow, Mäulen (* 1970), sowjetischer bzw. kasachischer Ringer
- Mamyschew, Nikolai Rodionowitsch (1777–1840), russischer Bergbauingenieur, Metallurg und Schriftsteller
- Mamytbekow, Assylschan (* 1968), kasachischer Politiker
- Mamytow, Talant (* 1976), kirgisischer Politiker und Parlamentssprecher

### Mamz
- Mamza, Stephen Dami (* 1969), nigerianischer Geistlicher, römisch-katholischer Bischof von Yola